# Aucha villiana
Aucha villiana là một loài bướm đêm trong họ Noctuidae.